# Batankrajan
Batankrajan is een bestuurslaag in het regentschap Mojokerto van de provincie Oost-Java, Indonesië. Batankrajan telt 2669 inwoners (volkstelling 2010).